# Častnik
Častnik, tudi oficir (angleško Commissioned Officer, nemško Offizier) je pripadnik oboroženih sil, ki je izobražen in določen za poveljevanje vojaških enot/formacij.
Častniki so pooblaščeni s strani vlade, da z ukazovanjem podčastnikom in vojakom izvršujejo ukaze prejete od nadrejenih. V določenih okoliščinah (vojno stanje) imajo za izvrševanje ali preprečevanje neizvšrevanja pravico uporabiti kakršnokoli prisilo ali ukrep (tudi usmrtitev).
Vsak rod oboroženih sil ima po navadi lasten činovni sistem, a večinoma se najbolj razlikujejo čini kopenske vojske in vojne mornarice. Tako imamo v Slovenski vojski dvojni častniški činovni sistem: častniški čini kopenske vojske in vojnega letalstva ter čini pomorskih častnikov.

## Vrste častnikov

### glede nastatus
- aktivni častnik
- neaktivni častnik
- rezervni častnik

### glede na vejooboroženih sil
- častnik kopenske vojske
- častnik vojnega letalstva
- častnik vojne mornarice
- častnik nacionalne garde

### glede na rod/službo
- pehotni častnik
- oklepni častnik
- artilerijski častnik
- častnik za zveze
- sanitetni častnik
- štabni častnik
- generalštabni častnik
- častnik vojnih enot
- poljski častnik
- inženirski častnik
- kemični častnik

### glede na položaj
- poveljujoči častnik
- vodstveni častnik
- izvršilni častnik
- operativni častnik
- častnik za urjenje
- častnik za oskrbo
- obveščevalni častnik
- flotni marinski častnik
- komunikacijski častnik
- zvezni častnik
- grobni častnik
- poštni častnik
- pravni častnik
- častnik za izmenjavo
- častnik za izvidništvo in nadzorovanje

## Častniškičini Slovenske vojske
- kopenska vojska in letalstvo
  - poročnik,
  - nadporočnik,
  - stotnik,
  - major,
  - podpolkovnik,
  - polkovnik in
  - brigadir.
- mornarica
  - poročnik korvete,
  - poročnik fregate,
  - poročnik bojne ladje,
  - kapitan korvete,
  - kapitan fregate,
  - kapitan bojne ladje in
  - kapitan.